# مالتودکسترین
مالتودکسترین (به انگلیسی: Maltodextrin) با فرمول شیمیایی C6nH(10n+2)O(5n+1) یک ترکیب از الیگوساکاریدها با شناسه پاب‌کم 3382465 است. که جرم مولی آن متغیر می‌باشد.مالتودکسترین در واقع یک کربوهیدرات پیچیده ساخته شده از ذرت، برنج یا نشاسته سیب زمینی است ، همچنین، این ماده شامل مولکول های گلوکز آزاد است. و مانند دکستروز، به طور مستقیم از طریق روده جذب می شود. بنابراین سطح قند خون و سطح انسولین را به همان اندازه افزایش می دهد. شکل ظاهری این ترکیب، پودر سفید است ، به دلیل خواص مفیدی که برای تغذیه ورزشی دارد ، ازمالتودکسترین اغلب در تهیه نوشیدنی های ایزوتونیک یا ژل های با انرژی بالا استفاده می شود که معمولاً در ترکیب با فروکتوز است .